# Air Simpang
Air Simpang is een bestuurslaag in het regentschap Bengkulu Utara van de provincie Bengkulu, Indonesië. Air Simpang telt 1574 inwoners (volkstelling 2010).